# Теши
Теши (англ. Teshie) — город на юго-востоке Ганы, на территории региона Большая Аккра. Административный центр района Ледзокуку-Кроуэр.

## История
В 1787 году датчане основали на месте современного города форт Аугустаборг. В период с 1870 по 1957 годы город управлялся британскими колониальными властями. С 1957 года Теши является частью независимой Ганы. В 1979 году форты и замки Вольты, Большой Аккры, Центрального и Западного регионов внесены в список объектов всемирного наследия ЮНЕСКО.

## Географическое положение
Город находится в юго-западной части региона, на побережье Гвинейского залива Атлантического океана, на расстоянии нескольких километров к северо-востоку от столицы страны Аккры. Абсолютная высота — 68 метров над уровнем моря.

## Население
По данным переписи 1984 года численность населения города составляла 59 552 человек.
Динамика численности населения города по годам:
| 1984   | 2013    |
| ------ | ------- |
| 59 552 | 176 597 |

## Транспорт
Сообщение Теши с другими городами осуществляется посредством железнодорожного и автомобильного транспорта.
Ближайший гражданский аэропорт — Котока.

## Достопримечательности
В городе находится мастерская Кане Квей, известная производством оригинальных гробов.